# Liria Bégéja
Liria Bégéja (París, 16 de febrer de 1955) és una directora de cinema francesa.

## Biografia
La seva pare és francesa i el seu pare un refugiat polític albanès antic funcionari del rei Zogú I d'Albània. El 1977 es va graduar d'història a la Universitat de París i un any més tard a l'escola de cinema. Inicialment va treballar com a ajudant de direcció, treballant amb Patrice Chéreau, Diana Kurys i Chantal Akerman. La primera pel·lícula que va dirigir va ser l'estudi Paris Paparazzi. En aquell moment, col·laborava amb la cadena de televisió FR3.
Avril brisé, realitzada l'any 1987, a partir de la novel·la Prilli i thyer d'Ismaïl Kadaré, li va portar premis als festivals de cinema de Locarno i Detroit, també va ser nominada al César a la millor primera pel·lícula. La seva següent pel·lícula, Loin des barbares, també es va dedicar a temes albanesos.
La pel·lícula Sans Toi va ser reconeguda com la millor pel·lícula al Festival de Curtmetratges de Capalbio.

## Filmografia
- 1987: Avril brisé
- 1991 : Rendez-vous à Tirana
- 1994: Loin des barbares
- 2001: Change moi ma vie
- 2004: Sans toi